# Seien Shima
Shima Seien (島成園) (1892 - 1970) fue una artista japonesa de nihonga. 

## Trayectoria
Shima Seiei (島成栄) nació en Sakai en 1892, y con 13 años se trasladó con su familia a Shimanouchi (島之内) en Osaka. Aprendió a pintar de forma autodidacta mientras ayudaba a su hermano en su trabajo de diseño, pasando a estudiar con Kitano Tsunetomi (北野恒富) y Noda Kyūho (野田九浦). 
Shima Seien fue premiada por su Atardecer en Soemon-chō (宗右衛門町の夕) en la 6ª Exposición Bunten (Exposición Nacional de Bellas Artes de Japón) en 1912,Festival (祭りのよそほひ) en la 7ª edición y Naturalidad (稽古のひま) en la 9ª edición. 
En colaboración con las pintoras Chigusa Kitani (1895-1947), Matsumoto Kayō (1893-?) y Okamoto Kōen (1895-?) fundó en 1916 la Sociedad de Cuatro Mujeres para tener más posibilidades de exponer sus obras y obtener otros encargos.
Trabajó el género bijin-ga pero le dio una dimensión de crítica social, posiblemente inspirada en la escritora Akiko Yosano, pionera del feminismo en Japón. En 1918, su autorretrato Sin título (無題) la muestra con un ojo morado simbolizando los malos tratos infligidos por hombres a mujeres en Japóny es uno de los tres trabajos designados como Propiedades Culturales Municipales de Osaka. Este trabajo y otros dos más, Dientes ennegrecidos (1920) y Mujer (Pasión de pelo negro) (1917), se expusieron en Tokio en 2021 como parte de una exposición en el Museo Nacional de Arte Moderno de Tokio titulada “Ayashii: Imágenes de bellezas decadentes y grotescas en el arte japonés moderno.”
Se casó por matrimonio concertado en 1921 y junto a su esposo se trasladó a Manchuria (China) en 1927, regresando a Osaka tras la Segunda Guerra Mundial en 1946. Durante ese periodo no dejó de trabajar, aunque lo hizo para publicaciones orientadas al público femenino con un estilo más suavizado, lo que provocó que su fama se resintiese al perder los elementos más característicos de su obra: independencia y crítica.
En 1970, a los 78 años de edad, falleció de un infarto cerebral. Siete años después, tras fallecer su marido, el Museo de Bellas Artes de la Ciudad de Osaka recibió el ingreso, mediante donación, de 88 de sus obras.